# Johann Nikolaus Endter
Johann Nikolaus Endter fou un organista i compositor alemany. Començà a donar-se a conèixer per les seves obres el 1837, i el 1838 fou nomenat director de la societat de cant Liedertafel de Kassel. En aquesta ciutat va publicar nombroses peces per a piano, motets, per a veus d'home i un oratori titulat El Nen Perdut.